# Obležení Waco

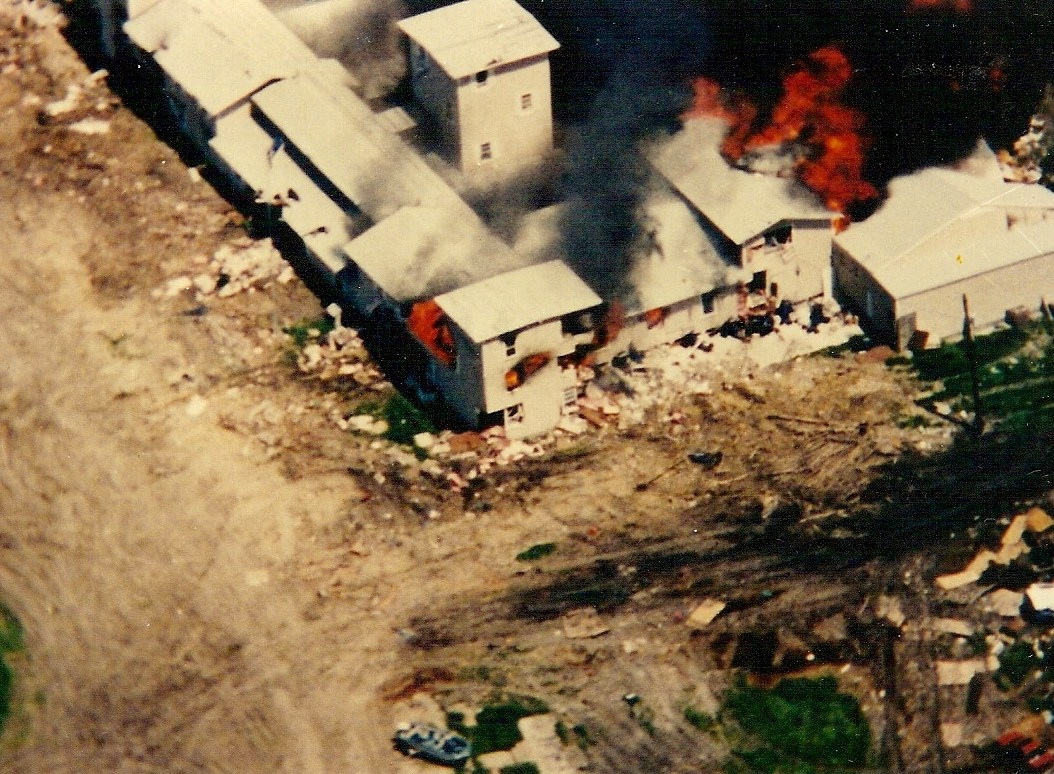
Mt. Carmel Center v plamenech,
19. duben 1993

Jako obležení Waco (někdy též Masakr ve Waco, anglicky Waco Siege, Waco Massacre) se označuje událost, která se odehrála mezi 28. únorem a 19. dubnem 1993 na kopci zvaném Mt. Carmel asi 14 km severovýchodně od města Waco v americkém státě Texas mezi členy sekty Branch Davidians (Davidiáni) vedené Davidem Koreshem a agenty amerického státního úřadu pro alkohol, tabák a střelné zbraně (United States Bureau of Alcohol, Tobacco, and Firearms, ATF) a později i FBI a národní gardou USA.

## Pozadí události
Davidiáni byli odnoží církve adventistů sedmého dne, která vznikla v Los Angeles ve 30. letech 20. století. V roce 1992 se členové této sekty rozdělili, větší část následovala Koreshe do města Palestine ve státě Texas. Po přestřelce v Mt. Carmel získal Koresh kontrolu nad celou skupinou a jejich sídlem se stal Mt. Carmel, kde vybudovali zázemí pro studium a výklad Bible. Domnívali se, že dojde ke střetnutí mezi věřícími a pohany zastoupené tzv. armádou Babylonu. Z Bible se zabývali zejména pasážemi z knihy Zjevení, konkrétně oddílům o Sedmi pečetích a druhém příchodu Krista na Zem. David Koresh sám sebe považoval za mentora své komunity, jíž prostřednictvím Bible „ukazoval cestu“. Přesto v něm někteří viděli vůdce. Komunita čile obchodovala se zbraněmi, navštěvovali přehlídky majitelů zbraní a také si zasílali zbraně přes UPS, což bylo legální dle texaských zákonů. Místní policie nikdy neměla důvod komunitu řešit, místní šerif je popisoval jako slušné a milé lidi.

### Důvody pro razii
Koresh a někteří ostatní Davidiáni v centru na Mt. Carmel shromažďovali desítky zbraní. Až po masakru ATF prezentovala jednu nelegální útočnou pušku AK-47, která byla upravena pro plně automatickou střelbu. Sám Koresh se několikrát kladně vyjádřil ohledně práva Texasanů nosit zbraň, často navštěvoval veletrhy jim věnované, kde si udělal několik kontaktů s prodejci, od nichž je začal nakupovat a později v menší míře i prodávat, vše legálně. Druhé podezření pramenilo ze zvěstí o Koreshově polygamních sňatcích s některými dívkami z komunity, z nichž nejmladším bylo 14 let, toto podezření se objevilo až po razii ATF a právně nepřísluší ATF.
Prvotním impulsem pro razii agentů ATF bylo oznámení kurýra UPS, který byl svědkem, když se z poškozené doručované zásilky vysypalo několik „granátů“ (později vyšlo najevo, že se jednalo o legální atrapy)

### Razie
Složky ATF plánovaly v Mt. Carmel Center razii spojenou s kontrolou zbraní, tabáku a alkoholu původně na 1. března 1993. Místní noviny Waco Tribune-Herald ale již 27. února vytiskly článek o Koreshovi – „Hříšný Mesiáš“, a ATF se proto rozhodlo razii podniknout již následující den. Zapojeno bylo 76 ozbrojených agentů ATF v neprůstřelných vestách a tři vrtulníky národní gardy. Akce byla nazvána „Showtime“ (Čas na show) a bylo na ni přizváno několik zpravodajských štábů. Moment překvapení byl zmařen únikem informací jednoho z reportérů, který se ptal na cestu k Mt. Carmel Center poštovního doručovatele, jímž byl shodou okolností švagr Davida Koreshe. Ten jej kontaktoval a Koresh s ostatními muži vzali zbraně a na razii se připravili, zatímco ženy s dětmi se schovaly v obytné části komplexu. Velitel operace ATF se o úniku informací dověděl, ale poručil pokračovat v operaci, přestože její úspěch závisel na momentu překvapení. David Koresh se rozhodl situaci řešit v klidu a chtěl vyjít neozbrojený ven, ihned po opuštění budovy byl zasažen střelbou agentů ATF a stáhl se do budovy – tak to popisují členové církve. V 9:45 začali agenti ATF lézt po žebřících do komplexu Mt. Carmel Center. V tento čas byla zahájena palba mezi oběma stranami. To, kdo střelbu skutečně začal, bylo jedním z hlavních aspektů pozdějšího slyšení před Kongresem. 3 kamerové záznamy začátku razie, pořizované ATF, se ztratily, ty byly pro určení viny klíčové, protože pokud byli Davidiáni napadeni jako první, pak měli právo se bránit. Řádově minuty po zahájení přestřelky volal jeden z Davidiánů, Wayne Martin, linku 911, kde operátorovi sděluje, že ATF po nich začalo střílet (agenti, o chvíli později i z vrtulníků) a žádá je, aby se spojil s někým, kdo je schopen to zastavit. Operátor zjišťuje, že s agenty u Mt. Carmel se v tu chvíli není možné telefonicky spojit (této skutečnosti nasvědčuje i fakt, že kolegové zraněných agentů ATF přivolávali sanitku přes jednoho kameramana z místního zpravodajského štábu).
Střelba utichla až v 11:30, přestože pár výstřelů padlo ještě během odpoledne toho dne. ATF se rozhodla stáhnout. Oficiálně udávaným důvodem bylo to, že jim došla munice. Davidiáni v tento moment mohli na ustupující agenty střílet, ale nerozhodli se tak.

#### Výsledek razie
Bilancí razie bylo 19 zraněných a čtyři mrtví na straně ATF a minimálně tři ranění a pět mrtvých na straně Davidiánů. Šestý byl zabit kolem páté hodiny odpoledne střelou do hlavy, když se vracel do Mt. Carmel Center z práce. Minimálně jeden Davidián byl zastřelen členy národní gardy z vrtulníku. David Koresh byl postřelen do boku; jednalo se o bolestivé zranění, které ho však neohrožovalo na životě.

### Obléhání
Obléhání trvalo 51 dní. Celý případ velmi brzy po razii převzala FBI a taktéž byli povoláni muži a technika z národní gardy. Komplex na Mt. Carmel byl obklíčen a aktivita v něm monitorována. Novináři mohli místo natáčet jen od určité vzdálenosti. Na obou stranách hory byla zřízena stanoviště pro odstřelovače.
Vedení obou agentur se shodlo na použití PSYOPS technik na obyvatele Mt. Carmel Center. To v praxi znamenalo, že každou noc přes komplex přebíhaly kužely silných světelných reflektorů a Davidiánům byly pouštěny hlasité zvuky (např. zvířat v džungli), aby se nemohli vyspat a tak byla podlomena jejich morálka.
Někteří Davidiáni v průběhu obléhání komplex opustili. Byly to převážně matky s dětmi. FBI se obávala, že ostatní jsou Koreshem drženi jako rukojmí. Všichni Davidiáni byli vzati do vazby, včetně 70letých žen. Devátý den obléhání ale dostala nahrávku na videokazetě, která ukazovala, že tomu tak není. Každý, kdo se rozhodl Mt. Carmel v té době opustit, byl ihned vzat do vazby. Ostatní stáli za Davidem Koreshem a jeho rozhodnutím, co dál.
Koresh během prvních pár dnů od razie odmítal ustoupit. Během fáze obléhání pronesl prohlášení v místní radiové stanici, měl možnost (jak Koresh i několik dalších Davidiánů) několikrát telefonicky mluvit s místním šerifem, a v několika případech i s vládními agenty řídícími průběh celé operace. Jedna z otázek, kterou agenti položili, se dotazovala na počet hasicích přístrojů v komplexu. Dostalo se jim odpovědi, že v celém Mt. Carmel Center je pouze jeden.
V průběhu dalších dnů Koresh „hledal odpověď u Boha.“ 14. dubna nabyl dojmu, že vyvrcholením jejich bezvýchodné situace bude společnosti „nastaveno zrcadlo“ – ať už její výsledek bude jakýkoli. Tuto myšlenku začal psát do dokumentu, který o pět dnů později jeden z Davidiánů zachránil z hořícího komplexu.

### Finální úder
FBI se obávala, že by přibližně stočlenná komunita Davidiánů mohla spáchat hromadnou sebevraždu. Nově jmenovaná státní zástupkyně, Janet Reno, schválila ozbrojený úder na Mt. Carmel Center. Protože v něm Davidiáni měli velké množství zbraní, použila zbraně ráže .50, speciální obrněná vozidla a slzný plyn. Útok začal 19. dubna 1993 v brzkých ranních hodinách. Útok byl koordinován FBI a Bílým domem (v té době byl prezident Bill Clinton).

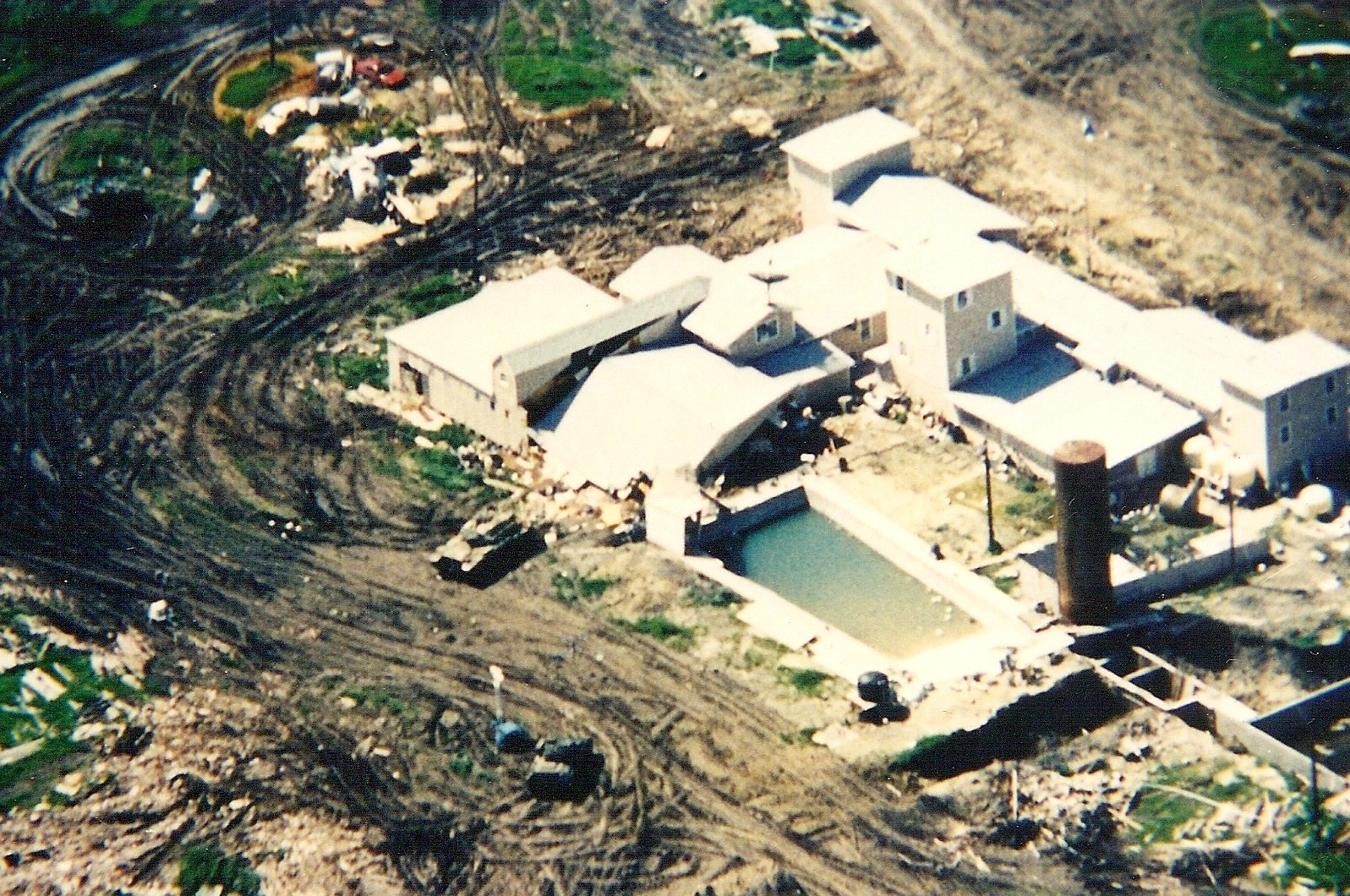
Tanky strhávající zdi a střechu tělocvičny

V 5:50 byli Davidiáni telefonicky varováni, že proti jejich komplexu budou použity tanky. O pět minut později do areálu Mt. Carmel Center přijely dva ženijní tanky M728 s možností vypouštění slzného plynu upravenou hlavní, které zaujaly postavení na levé a pravé straně komplexu. V 6:00 tato obrněná vozidla dostala rozkaz začít injektovat slzný plyn do budov komplexu. Od 6:04 do 6:31 tyto tanky najížděly do jednotlivých dřevěných nebo cihlových budov, zanechávajíce za sebou díry od několika decimetrů do 3 metrů. Následně do nich vstřikovaly slzný plyn. Během tohoto manévru tank, operující na jihozápadní straně, narážel do některých zemědělských zařízení a přejel část osobního vozu, zaparkovaného před komplexem. Je možné, že část země v bezprostředním okolí komplexu mohla nasáknout vytékajícím benzínem, popř. vzduch jeho výpary. V 6:47 agenti FBI vstřelili několik projektilů se slzným plynem do centrální části komplexu. V 7:30 se tanky vrátily a vstřikování slzného plynu a nabourávání stěn komplexu pokračovalo. Činnost tanků pokračovala až do poledne. Během ní byly zaznamenány výstřely některých Davidiánů proti tankům (které na ně však neměly žádný účinek). O tom, co dělal druhý tank, operující za budovami komplexu, existuje málo videozáznamů (videa zpravodajců a amatérů existují jen ze strany od města Waco). Nad komplexem však létal letoun národní gardy Britten-Norman Defender, který průběh finálního útoku natáčel na kameru s infračerveným senzorem. Tanky postupovaly dál do středu komplexu a ke konci své činnosti (mezi 11:43 a 12:03) zbořily několik málo zdí a podlaží komplexu. Tanky prorážely zdi budov a vstřikovali slznou látku v takovém množství a koncentraci, která mohla způsobit bezvědomí a smrt. Ženy a děti se úchylily do jediné betonové místnosti, zásobárny potravin, která neměla okna ani únikový východ. Tanky vstřikovaly slznou kapalinu plnou silou do této místnosti.

#### Požár

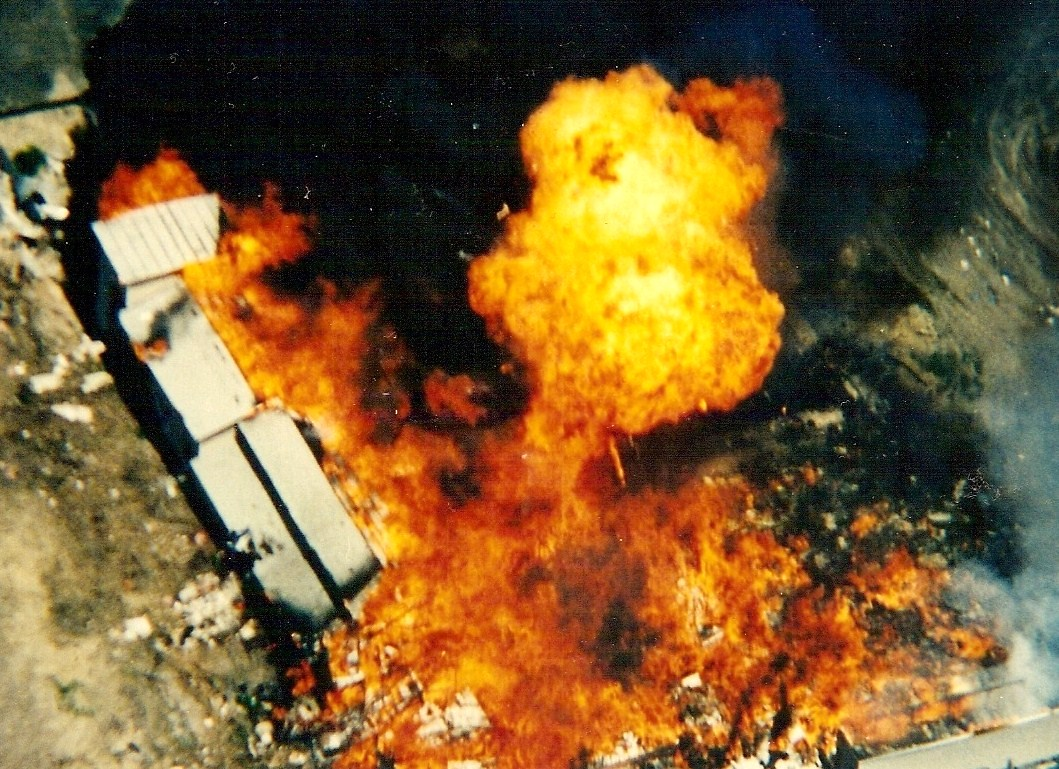
Ohnivá koule po výbuchu nádrže s propanem

Mezi 12:07 a 12:09 byly poprvé spatřeny plameny. Požár vypukl na několika místech současně a začal se komplexem většinou z dřevěných budov velmi rychle šířit, sycen středně silným větrem, profukujícím mezi otvory, které do komplexu nadělaly tanky. Ve 12:12 byli zavoláni hasiči. Ti přijeli o 10 minut později, ale na vstupu, stráženém FBI, byli zastaveni a vpuštěni byli až ve 12:43. Před 13. hodinou začíná požár uhasínat – celý komplex Mt. Carmel Center je srovnán se zemí. V 15:45 zdroj blízký složkám činným v trestním řízení konstatuje smrt Davida Koreshe. Ze záznamů průzkumného letadla vybaveného infračervenou kamerou (stejná se používala např. ve válce v Perském zálivu) bylo zjištěno, že požáry vznikly v místech, kde agenti FBI stříleli do budov, přestože věděli, že použitá slzná kapalina je hořlavá. Ve střelbě do budov pokračovali, i když budovy hořely. Během slyšení agenti popírali použití pyrotechniky, i když se na pozemku a v okolí našly minimálně 2 nábojnice od 40mm granátů. Kromě toho agenty použitý slzný plyn byl hořlavý, to během slyšení také popřeli.

#### Bilance
Během finálního úderu zemřelo 76 Davidiánů (včetně 21 dětí a dvou těhotných žen). Na straně ATF zemřelo 6 agentů, FBI a národní garda nezaznamenaly žádné ztráty.
Minimálně jedno z těl bylo přejeto tankem, jiná měla roztříštěnou lebku následkem zavalení betonových základů, v nichž se skrývali, na některých obětech byly znát následky silných křečí způsobených slzným plynem (opistotonus), těla 20 Davidiánů měla na sobě střelná zranění. Za důvody pro tato zranění byla v následném procesu uvažována sebevražda, postřelení blízkou osobou, „střela z milosti“ nebo postřelení členy národní gardy nebo agenty FBI, kteří prováděli finální útok.

## Následné slyšení
Celá událost byla vyšetřována před Kongresem Spojených států. Hlavními svědky byli dva Davidiáni (shodou okolností měli oba právnické vzdělání), kteří přežili razii i finální útok. Klíčové otázky byly:
- Kdo zahájil palbu na začátku razie?
- Jaké měli Davidiáni šance zachránit si při finálním úderu holý život?

Velitel zásahu uvedl, že jak tanky, tak jiné jednotky během finálního úderu na Davidiány nestřílely a jedinou použitou zbraní byl slzný plyn. Součástí vyšetřování byl i záznam z letounu, nahraný v infračerveném spektru, na kterém soudní znalec identifikoval výbuchy v jedné části budovy řádově sekundy před začátkem požáru, střelbu osádky tanku (který operoval na odvrácené straně komplexu) a střelbu dvou mužů směrem k té budově s betonovými základy, kde se před ohněm ukrývala většina Davidiánů.
Většina přeživších Davidiánů byla uznána vinnými, většinou za přestupky nebo trestné činy spojené se střelnými zbraněmi. Pochybení na straně ATF, FBI nebo národní gardy nebyla shledána. V Mt. Carmel Center bylo nalezeno cca 150 zbraní a 8000 kusů munice.

## Mt. Carmel nyní

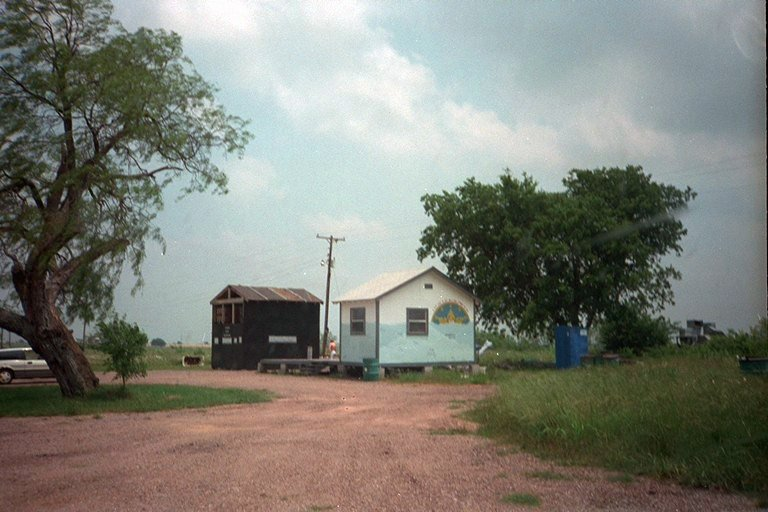
Místo někdejší osady v roce 1995.

Mt. Carmel Center byl několik dní po razii srovnán se zemí. Na místě původního komplexu nyní stojí menší dřevěná kaplička.